# 다리오 시미치
다리오 시미치(크로아티아어: Dario Šimić, 1975년 11월 12일, 유고슬라비아 자그레브 ~ )는 크로아티아의 전 축구 선수이자, 포지션은 오른쪽 풀백, 센터백이었다.

## 클럽 경력
시미치는 크로아티아의 디나모 자그레브에서 선수 생활을 시작, 이탈리아 세리에 A의 인테르나치오날레, AC 밀란, AS 모나코를 거쳐 친정팀인 NK 디나모 자그레브에서 선수 생활을 마감하였다.

## 국가대표팀 경력
그는 과거 크로아티아 대표팀에서 뛸 시절에는 A매치에 총 100경기에 출장하며 크로아티아 대표팀 사상 최다 국제 경기 출장 선수가 되었고, 1990년대와 2000년대에 여섯 번의 국제 대회 (세 번의 FIFA 월드컵 (1998년, 2002년, 2006년), 세 번의 UEFA 유럽 축구 선수권 대회 (1996년, 2004년, 2008년)) 에 참여하며 크로아티아의 주축 수비수로 활동하였다. 특히 유로 2004 대회에서는 크로아티아 대표팀의 부주장으로 출전하기도 했다.
2010년 8월 12일, 현역 은퇴를 공식 발표했다.

## 수상 내역
디나모 자그레브
- 프르바 HNL : 1992-93, 1995-96, 1996-97, 1997-98, 1998-99
- 크로아티아 컵 : 1993-94, 1995-96, 1996-97, 1997-98
- 크로아티아 슈퍼컵 : 2010

 AC 밀란
- 세리에 A : 2003-04
- 코파 이탈리아 : 2002-03
- 이탈리아 슈퍼컵 : 2004
- UEFA 챔피언스리그 : 2002-03, 2006-07
- UEFA 슈퍼컵 : 2003
- FIFA 클럽 월드컵 : 2007

 크로아티아
- 1998년 FIFA 월드컵 3위

개인
- 1995년 크로아티아 올해의 유망주

## 기타
축구 선수인 요십 시미치의 친형이다.

## 같이 보기
- A매치 100경기 이상 출전한 축구 선수 명단